# محوطه میانان
محوطه میانان مربوط به دوران‌های تاریخی پس از اسلام است و در شهرستان قزوین، بخش الموت، روستای آفتابدر واقع شده و این اثر در تاریخ ۲۵ اسفند ۱۳۸۰ با شمارهٔ ثبت ۵۵۴۸ به‌عنوان یکی از آثار ملی ایران به ثبت رسیده است.